# 顺安军
顺安军，北宋时设置的军。
淳化三年（992年）置，治所在唐兴寨（今河北省安新县东州东南）。至道三年（997年）徙治高阳县（今河北省高阳县东旧城），辖境相当今高阳县及安新县西南部等他。金朝天会七年（1129年）升为安州。